# Кольцов, Виталий Михайлович
Вита́лий Миха́йлович Кольцо́в (16 января 1940, Балашиха — 16 октября 2006) — советский и российский режиссёр кино. Заслуженный деятель искусств Абхазской АССР (1983).

## Биография
Родился в Балашихе. С семнадцати лет подрабатывал на местной фабрике, а после окончания училища стал наладчиком электрооборудования.
В 1967 году окончил режиссёрский факультет ВГИКа (мастерская Я. Сегеля — Е. Дзигана). С того же года — режиссёр киностудии «Мосфильм».
Один из режиссёров киноальманаха «В лазоревой степи» (1970). Помимо кинофильмов, снимал сюжеты для киножурнала «Фитиль» (1974—1977, 1983).
Член КПСС с 1981 года, член Союза кинематографистов СССР (Москва).
Скончался 16 октября 2006 года. Похоронен на Перепечинском кладбище.

## Фильмография
Режиссёр
- 1966 — Баллада о Чердачнике
- 1967 — На два часа раньше (совместно с М. Юзовским)
- 1969 — Мистер Твистер (короткометражный)
- 1970 — Червоточина (киноальманах «В лазоревой степи»)
- 1972 — Летние сны
- 1975 — На ясный огонь
- 1978 — Близкая даль
- 1979 — Обыкновенные необыкновенные ребята (короткометражный)
- 1980 — Мелодии Балтики (короткометражный)
- 1982 — Надежда и опора
- 1984 — Нам не дано предугадать…
- 1986 — Скакал казак через долину
- 1989 — По 206-й…
- 1992 — Сам я — вятский уроженец
- 1998 — Сим победиши
- 1999 — Мой край задумчивый и нежный

Актёр
- 1965 — Время, вперёд! — эпизод

## Почётные звания и награды
- Заслуженный деятель искусств Абхазской АССР (1983)[2];
- медаль «За освоение целинных земель» (1970-е годы)[6].